# Alfred Nier
Alfred Otto Carl Nier (* 28. Mai 1911 in Saint Paul, Minnesota; † 16. Mai 1994 in Minneapolis) war ein US-amerikanischer Physiker. Er lieferte Pionierarbeiten auf dem Gebiet der Massenspektrometrie.

## Leben
Nier war der Sohn deutscher Einwanderer. Nach einem Studium  als Ingenieur der Elektrotechnik bis 1931, begann er, arbeitlos geworden während der Weltwirtschaftskrise, ein Studium der Physik. Seine durch ein Stipendium geförderten Arbeiten an der Harvard University führten 1938 zu der Publikation der relativen Häufigkeiten der Isotope des Elements Uran. Im selben Jahr wurde er Fellow der American Physical Society. Abgesehen von dem Aufenthalt 1936–1938 in Harvard und der Mitarbeit von 1943 bis 1945 am Manhattan Project in New York City bei der Kellex Corporation war er während seiner ganzen akademischen Laufbahn an der University of Minnesota in Minneapolis tätig. 1980 wurde er dort auch Ehrendoktor.
Seit 1950 war er Mitglied der National Academy of Sciences. 1980 wurde er zum Mitglied der American Academy of Arts and Sciences gewählt. Er war Mitglied der American Philosophical Society sowie auswärtiges Mitglied der Königlich Schwedischen Akademie der Wissenschaften. 1985 war er erster Preisträger des Frank H. Field and Joe L. Franklin Award for Outstanding Achievment in Mass Spectrometry der American Chemical Society.

## Werke (Auswahl)
- Alfred O. Nier, E. T. Booth, J. R. Dunning, A. V. Grosse: Nuclear Fissions of Separated Uranium Isotopes. In: Physical Review. Band 57, 3. März 1940, S. 546, doi:10.1103/PhysRev.57.546.
- Alfred O. Nier, E. T. Booth, J. R. Dunning, A. V. Grosse: Further Experiments on Fission of Separated Uranium Isotopes. In: Physical Review. Band 57, 15. April 1940, S. 748, doi:10.1103/PhysRev.57.748.
- Alfred O. Nier: A Mass Spectrometer for Routine Isotope Abundance Measurements. In: Rev. Scient. Instr. Band 11, 26. Februar 1940, S. 212, doi:10.1063/1.1751688.
- Alfred O. Nier: A Mass Spectrometer for Isotope and Gas Analysis. In: Rev. Scient. Instr. Band 18, 19. Februar 1947, S. 398, doi:10.1063/1.1740961.